# Меркола, Джозеф
Джозеф Меркола (англ. Joseph Michael Mercola; род. 8 июля 1954 года, Чикаго) — популярный американский остеопат, сторонник альтернативной медицины.
Основатель и глава Mercola.com, LLC, его бизнес по продаже лекарств и диетических добавок называют многомиллионным.
Имеет степень доктора остеопатии DO (эквивалентна MD) и более 20 лет врачебной практики.
Автор двух книг, попавших в список бестселлеров «Нью-Йорк таймс», — «The No-Grain Diet» (2003) и «The Great Bird Flu Hoax» (2006).
Во время пандемии коронавируса стал одним из главных дезинформаторов о вакцинах против болезни. 

## Биография
Окончил Иллинойсский университет в Чикаго по биологии и химии, где учился в 1972—1976 годах, и Чикагский колледж остеопатической медицины (ныне Среднезападный университет), где учился в 1978—1982 годах и получил степень доктора остеопатии (DO).
После окончания университета работал фармацевтом.
В 1985 году начал медицинскую практику.
В 1988—1993 гг. глава департамента медицинского центра св. Алексия в Иллинойсе.
В 1990-е он обращается к натуральной медицине. Он руководил собственным центром натурального здоровья (Dr. Mercola’s Natural Health Center), ныне прекратившим деятельность.
В 1997 году открыл и с того времени ведёт свой веб-сайт Mercola.com, ныне называемый № 1 в мире по натуральному оздоровлению. Первоначально это был лишь информационный бюллетень. В 2000-е д-р Меркола оставил практику и сосредоточился на своём сайте. Он занимается продажей витаминов и БАДов.
Доктор Меркола получал предупреждения от FDA — насчёт заявляемых свойств реализуемой им продукции. В частности он получал предупреждение против фиктивных методов лечения ковида.
Состоит членом Американского коллегии питания (American College of Nutrition).
Его называют видным антивакцинатором, — позиция, вызывающая наибольшую критику в его адрес. Также, как пишет "Willamette Week", Меркола сомневается в том, что ВИЧ вызывает СПИД, и заявлял, что многие виды рака можно вылечить с помощью соды. Ещё он считает, что животные имеют душу.
Не женат, детей нет.
Автор многих работ, в том числе восьми книг (на 2012 год).